# Championnat du monde C féminin de handball 1988
Navigation
Mondial C 1986 Mondial C 1991
Le Championnat du monde féminin de handball C a lieu du 26 octobre au 1er novembre 1988 en France. C'est la 2e édition de cette épreuve.
Les meilleures équipes du Championnat du monde C, véritable division 3 du handball mondial, obtiennent leur billet pour le Championnat du monde B.
Dix équipes participent à la compétition qui est remportée par la Suède, vainqueur 19 à 18 de la France en finale. Les Bleues obtiennent également le droit de participer au Championnat du monde B 1989 où elles décrochent leur qualification pour le Mondial A 1990.

## Organisation
La compétition se déroule en Eure-et-Loir, dans les villes de Dreux, Vernouillet, Chartres, Bonneval, Mainvilliers ainsi qu'au Château des Vaux.
Quelques semaines avant le début du tournoi, la Fédération internationale annonce que la seconde place sera aussi qualificative pour le Championnat du monde B 1989.
Dix équipes participent à ce Mondial C et sont réparties en deux poules. La finale oppose le premier de chacune.

## Compétition

### Phase de poules

#### Groupe A
Les résultats groupe A sont, :
| Lieu        | Date       | Heure | Équipe 1 | Score | Équipe 2 |
| ----------- | ---------- | ----- | -------- | ----- | -------- |
| Dreux       | 26 octobre | 18h30 | Islande  | 24-11 | Grèce    |
| Dreux       | 26 octobre | 20h30 | France   | 22-13 | Portugal |
| Vernouillet | 27 octobre | 18h30 | Portugal | 10-11 | Espagne  |
| Vernouillet | 27 octobre | 20h30 | France   | 29-08 | Grèce    |
| Dreux       | 28 octobre | 18h30 | Portugal | 26-08 | Grèce    |
| Dreux       | 28 octobre | 20h30 | Espagne  | 19-12 | Islande  |
| Dreux       | 30 octobre | 18h30 | Grèce    | 08-31 | Espagne  |
| Dreux       | 30 octobre | 20h30 | France   | 16-12 | Islande  |
| Dreux       | 31 octobre | 18h30 | Islande  | 19-19 | Portugal |
| Dreux       | 31 octobre | 20h30 | France   | 16-12 | Espagne  |

|   | Équipe   | Pts | J | G | N | P | Bp | Bc  | Diff |
| - | -------- | --- | - | - | - | - | -- | --- | ---- |
| 1 | France   | 8   | 4 | 4 | 0 | 0 | 83 | 45  | 38   |
| 2 | Espagne  | 6   | 4 | 3 | 0 | 1 | 79 | 46  | 33   |
| 3 | Islande  | 3   | 4 | 1 | 1 | 2 | 67 | 65  | 2    |
| 4 | Portugal | 3   | 4 | 1 | 1 | 2 | 68 | 66  | 2    |
| 5 | Grèce    | 0   | 4 | 0 | 0 | 4 | 35 | 110 | -75  |

#### Groupe B
Les résultats groupe B sont , :
| Lieu             | Date       | Heure | Équipe 1 | Score | Équipe 2 |
| ---------------- | ---------- | ----- | -------- | ----- | -------- |
| Chartres         | 26 octobre | 18h30 | Belgique | 18-17 | Italie   |
| Chartres         | 26 octobre | 20h30 | Pays-Bas | 19- 8 | Suisse   |
| Château des Vaux | 27 octobre | 18h30 | Suède    | 16-12 | Suisse   |
| Château des Vaux | 27 octobre | 20h30 | Pays-Bas | 15-08 | Belgique |
| Bonneval         | 28 octobre | 18h30 | Suisse   | 16-12 | Belgique |
| Bonneval         | 28 octobre | 20h30 | Suède    | 30-10 | Italie   |
| Mainvilliers     | 30 octobre | 18h30 | Suède    | 23-09 | Belgique |
| Mainvilliers     | 30 octobre | 20h30 | Pays-Bas | 28-16 | Italie   |
| Chartres         | 31 octobre | 18h30 | Suisse   | 24-17 | Italie   |
| Chartres         | 31 octobre | 20h30 | Suède    | 26-17 | Pays-Bas |

|   | Équipe   | Pts | J | G | N | P | Bp | Bc  | Diff |
| - | -------- | --- | - | - | - | - | -- | --- | ---- |
| 1 | Suède    | 8   | 4 | 4 | 0 | 0 | 95 | 48  | 47   |
| 2 | Pays-Bas | 6   | 4 | 3 | 0 | 1 | 79 | 58  | 21   |
| 3 | Suisse   | 4   | 4 | 2 | 0 | 2 | 60 | 64  | -4   |
| 4 | Belgique | 2   | 4 | 1 | 0 | 3 | 47 | 71  | -24  |
| 5 | Italie   | 0   | 4 | 0 | 0 | 4 | 60 | 100 | -40  |

### Finale
| 1er novembre 1988 18h00 | France                | 18– 19     | Suède                    | Salle des sports, Dreux Affluence : 1 400 Arbitrage : Gottschlich, Jurczik |
| 1er novembre 1988 18h00 | Christelle Marchand 6 | (8-9)      | Mia Hermansson-Högdahl 8 | Salle des sports, Dreux Affluence : 1 400 Arbitrage : Gottschlich, Jurczik |
| 1er novembre 1988 18h00 | ×3 ×2                 | Officielle | ×3 ×2                    | Salle des sports, Dreux Affluence : 1 400 Arbitrage : Gottschlich, Jurczik |

| 1                  | Anne Loaëc          |                 |              |
| 12                 | Corinne Pecheux     |                 |              |
| 3                  | Isabelle Dugray     |                 |              |
| 5                  | Sylvie Lagarrigue   | 1               |              |
| 7                  | Véronique Boutinaud |                 |              |
| 8                  | Nathalie Ripault    | 6 (dont 2 pén.) | Carton jaune |
| 9                  | Pascale Roca        | 1               |              |
| 10                 | Catherine Bara      | 2               | Carton jaune |
| 11                 | Christelle Marchand | 6               | Suspension   |
| 13                 | Isabelle Alexande   |                 | Carton jaune |
| 14                 | Florence Sauval     |                 | Suspension   |
| 18                 | Dominique Bec       | 2               |              |
| Sélectionneur :    |                     |                 |              |
| Bernard Bouteiller |                     |                 |              |

| 12              | Anna-Lena Pihl         |   |              |
| 16              | Lena Romander          |   |              |
| 2               | Mia Hermansson-Högdahl | 8 | Suspension   |
| 3               | Maria Bresell          |   | Carton jaune |
| 5               | Maria Eriksson         | 1 |              |
| 6               | Ewa Jansson            | 1 |              |
| 7               | Christina Pettersson   | 4 |              |
| 8               | Tone Süssly            | 1 |              |
| 11              | Ann-Sofie Johansson    |   | Suspension   |
| 13              | Anette Matthijs        | 1 | Carton jaune |
| 14              | Carina Johansson       |   | Carton jaune |
| 15              | Gunilla Olsson         | 3 |              |
| Sélectionneur : |                        |   |              |
| Lars-Erik Säll  |                        |   |              |

### Matchs de classement
Les résultats des matchs de classement, joués le 1er novembre 1988, sont, :
| Place jouée | Heure | Lieu             | Équipe 1 | Score             | Équipe 2 |
| ----------- | ----- | ---------------- | -------- | ----------------- | -------- |
| 3e-4e       | 16h00 | Dreux            | Espagne  | 19 – 17           | Pays-Bas |
| 5e-6e       | 11h45 | Château des Vaux | Islande  | 19 – 17ap (16-16) | Suisse   |
| 7e-8e       | 9h45  | Château des Vaux | Portugal | 18 – 17           | Belgique |
| 9e-10e      | 11h00 | Vernouillet      | Italie   | 19 – 14           | Grèce    |

## Classement final
Les deux premiers sont qualifiés pour le Championnat du monde B 1989. Bien que battus par l'Espagne, les Pays-Bas sont aussi qualifiés à la compétition pour une raison inconnue.
|    | Équipe   | Pts | J | G | N | P | Bp  | Bc  | Diff |
| -- | -------- | --- | - | - | - | - | --- | --- | ---- |
| 1  | Suède    | 10  | 5 | 5 | 0 | 0 | 114 | 66  | 48   |
| 2  | France   | 8   | 5 | 4 | 0 | 1 | 101 | 64  | 37   |
| 3  | Espagne  | 8   | 5 | 4 | 0 | 1 | 98  | 63  | 35   |
| 4  | Pays-Bas | 6   | 5 | 3 | 0 | 2 | 96  | 77  | 19   |
| 5  | Islande  | 5   | 5 | 2 | 1 | 2 | 86  | 82  | 4    |
| 6  | Suisse   | 5   | 4 | 2 | 0 | 6 | 77  | 83  | -6   |
| 7  | Portugal | 5   | 5 | 2 | 1 | 2 | 86  | 83  | 3    |
| 8  | Belgique | 2   | 5 | 1 | 0 | 4 | 64  | 89  | -25  |
| 9  | Italie   | 2   | 5 | 1 | 0 | 4 | 79  | 114 | -35  |
| 10 | Grèce    | 0   | 5 | 0 | 0 | 5 | 49  | 129 | -80  |

## Effectif des équipes et statistiques

### Championne du monde:Suède
L'effectif de l'équipe de Suède, championne du monde, est, :
- 01 - Annika Persson (GB)
- 12 - Anna-Lena Pihl (GB)
- 16 - Lena Romander (GB)
- 02 - Mia Hermansson-Högdahl
- 03 - Maria Bresell
- 05 - Maria Eriksson
- 06 - Ewa Jansson (-Blomberg, Sandahl)
- 07 - Christina Pettersson (-Hellgren)
- 08 - Tone Süssly
- 09 - Malin Lake
- ?? - Ann-Sofie Johansson
- 13 - Anette Matthijs (Holmberg)
- 14 - Carina Johansson
- 15 - Gunilla Olsson (-Friberg)

Entraîneur
- Lars-Erik Säll

### Vice-champion du monde:France
L'effectif de l'équipe de France, vice-championne du monde, est,,, :
Remarques :
- le nombre de sélection est celui avant la compétition[1]
- le nombre de buts est celui lors la compétition[2]. Entre parenthèses est indiqué le nombre de buts sur penalty.
- Brigitte Smith n’apparaît pas dans la liste des buteuses[2] et n'a donc peut-être pas participé à la compétition. En revanche, Murielle Bailet n'est pas dans la liste des joueuses sélectionnées[1] mais apparaît dans la liste des buteuses[2].

### Médaille de bronze:Espagne
L'effectif de l'équipe d'Espagne, médaille de bronze, est,,,,
- 01 - Montserrat Marín (es) (GB)
- 12 - María Eugenia Sánchez (es) (GB)
- 16 - Iasone Díez de Guereño (es) (GB)
- 03 - Paloma Arranz (es)
- 04 - Rosa Delia Cruz
- 05 - Esperanza Tercero (es)
- 06 - Agueda Batista
- 07 - Karmele Makazaga (es)
- 08 - Cristina Gómez Arquer (es)
- 09 - Olga Garcia
- 10 - Raquel Vizcaíno (es)
- 11 - Dolores Ruiz de Assín (es)
- 14 - Rita Hernández (es)
- 15 - Amaia Ugartemendía (es)

Entraîneur
- Francisco Sánchez